# Zlati Rep
Zlati Rep – wieś w Słowenii, w gminie Ribnica. W 2018 roku liczyła 7 mieszkańców.